# Collagasta
Collagasta är en ort i Argentina.   Den ligger i provinsen Catamarca, i den norra delen av landet, 1 000 km nordväst om huvudstaden Buenos Aires. Collagasta ligger 599 meter över havet och antalet invånare är 358.
Terrängen runt Collagasta är huvudsakligen kuperad, men norrut är den bergig. Collagasta ligger nere i en dal. Runt Collagasta är det ganska glesbefolkat, med 45 invånare per kvadratkilometer.. Närmaste större samhälle är San Fernando del Valle de Catamarca, 14,8 km söder om Collagasta. 
Omgivningarna runt Collagasta är i huvudsak ett öppet busklandskap.